# Skottdramat på Dawson College
Skottdramat på Dawson College inträffade på Dawson College i Montréal, Kanada, den 13 september 2006, från klockan 12:41 till 13:15. En 25-årig man, Kimveer Gill, började skjuta utanför ingången till skolan och rörde sig sedan vidare, vilt skjutande, mot cafeterian. Vittnen sade att mördaren dödades i eldstrid med polisen. Senare framkom det att polisen endast skottskadat Gill och på det viset oskadliggjort honom och stoppat hans framfart, varpå Gill tog sitt eget liv.
En person (exklusive Kimveer Gill) dödades och 19 andra skadades i skolmassakern. 
Kimveer Gill hade före massakern postat bilder på sig själv på Internet, tagna  i sitt rum där han poserar med vapen och en lång svart rock (likt de som mördarna i Columbinemassakern i april 1999 bar under dådet för att dölja sina vapen under).

### Fotnoter
1. ↑  ”Skottlossning på skola i Montréal” (på svenska). Sydsvenskan. 13 september 2006. https://www.sydsvenskan.se/2006-09-13/skottlossning-pa-skola-i-montreal. Läst 1 september 2019.